# Edward Henry Hobson
Pour les articles homonymes, voir Hobson.
Edward Henry Hobson (né le 11 juillet 1825 à Greensburg, État du Kentucky et mort le 14 septembre 1901 à Cleveland) est un brigadier-général de l'armée de l'Union durant la guerre de Sécession. Il est enterré dans sa ville natale, à Greensburg.

## Avant la guerre
Edward Henry Hobson est nommé second lieutenant du 2nd Kentucky Infantry le 9 juin 1846, puis premier lieutenant le 2 octobre 1846.

## Guerre de Sécession
Edward Henry Hobson organise et est nommé colonel du 13th Kentucky Infantry le 1er janvier 1862. Il commande le régiment à la bataille de Shiloh, au siège de Corinth et à la bataille de Perryville. Il est nommé brigandier général des volontaires le 29 novembre 1862. En juillet 1863, il commande trois brigades à la bataille de Buffington Island, infligeant une sévère défaite aux troupes confédérées lors du raid de Morgan. En juin 1864, E.H. Hobson est capturé avec 300 hommes du 171st Ohio Infantry et est libéré lors d'un échange de prisonniers. Il commande une brigade de cavalerie lors de la bataille de Saltville en octobre 1864.

## Après la guerre
Edward Henry Hobson quitte le service actif des volontaires le 24 août 1865.
Il devient président de la division du sud de la compagnie Chesapeake & Ohio Railway en 1887.